# Downtown (Film)
Downtown ist eine US-amerikanische Kriminalkomödie aus dem Jahr 1990. Regie führte Richard Benjamin.

## Handlung
Alex Kearney dient als Polizist in einer wohlhabenden Vorstadt von Philadelphia. Er gerät in Streit mit einem Geschäftsmann. Da niemand den späteren Schilderungen von Kearney glaubt, wird er in die Innenstadt versetzt.
In der neuen Dienststelle wird Kearney dem Polizisten Dennis Curren zugewiesen. Die Partner werden auf den Gangster Jerome Sweet angesetzt. Nachdem ein Freund Kearneys getötet wird, jagen er und Curren verbissen den Täter. Sie entdecken, dass der Polizeichef der Stadt und Sweet in gestohlenen Autos Drogen schmuggeln.

## Kritiken
- Jack Sommersby wird in Rotten Tomatoes zitiert: Die Hauptdarsteller seien ansprechend, aber den Charakteren würden Leben und Glaubwürdigkeit fehlen. („The two stars are appealing, but they’ve taken on characters that haven’t a whisper of life or believability.“)[1]